# Tétrachlorure d'hafnium
Le tétrachlorure d'hafnium, ou chlorure d'hafnium(IV), est un composé chimique de formule brute HfCl4. Il s'agit d'un solide incolore utilisé dans de nombreuses applications très spécialisées, notamment en science des matériaux et comme catalyseur. C'est également le précurseur de la plupart des composés organométalliques de l'hafnium.

## Propriétés chimiques
Le tétrachlorure d'hafnium peut être obtenu par différents procédés apparentés :
- en faisant réagir du tétrachlorométhane CCl4 sur de l'oxyde d'hafnium(IV) HfO2 à plus de 450 °C[4],[5] avec dégagement de phosgène COCl2 :

HfO2 + 2 CCl4 → HfCl4 + 2 COCl2 ;
- par chloration d'un mélange de carbone et d'oxyde d'hafnium(IV) au-dessus de 600 °C à l'aide de chlore Cl2 ou de chlorure de soufre S2Cl2[6],[7] :

HfO2 + 2 Cl2 + C → HfCl4 + CO2 ;
- par chloration de carbure d'hafnium HfC au-dessus de 250 °C[8].

Le tétrachlorure d'hafnium réagit rapidement avec l'eau, en libérant de l'acide chlorhydrique et des oxychlorures, qui contaminent progressivement les échantillons les plus vieux :
HfCl4 + H2O → 2 HCl(aq) + HfOCl2.
Le tétrahydrofurane (THF) forme un complexe soluble dans les solvants organiques et utilisé pour cela pour préparer d'autres complexes d'hafnium :
HfCl4 + 2 OC4H8 → HfCl4(OC4H8)2.
Les réactifs de Grignard réagissent avec le tétrachlorure d'hafnium selon des métathèses, qui permettent par exemple de préparer le tétrabenzylhafnium.
Avec les alcools, le tétrachlorure d'hafnium donne des alcoolates dont la structure est complexe :
HfCl4 + 4 ROH → Hf(OR)4 + 4 HCl.
La réduction du tétrachlorure d'hafnium est particulièrement difficile. Elle peut cependant être réalisée avec le NaK en présence de ligands phosphine :
2 HfCl4 + 2 K + 4 P(C2H5)3 → Hf2Cl6[P(C2H5)3]4 + 2 KCl.
Le dihafnium produit, de couler vert foncé, est diamagnétique. La diffractométrie de rayons X montre que ce complexe adopte une structure bioctaédrique à arête commune, très semblable à l'analogue structurel au zirconium.

## Applications
Le tétrachlorure d'hafnium est le précurseur de catalyseurs Ziegler-Natta très actifs utilisés notamment pour la production de propène H3C–CH=CH2. Ces catalyseurs dérivent typiquement du tétrabenzylhafnium
Le tétrachlorure d'hafnium est un acide de Lewis efficace pour diverses applications en synthèse organique. Ainsi, le ferrocène est alkylé plus efficacement par l'allyldiméthylchlorosilane avec le tétrachlorure d'hafnium qu'avec le chlorure d'aluminium AlCl3.
Le tétrachlorure d'hafnium est également un précurseur courant pour le dépôt chimique en phase vapeur (CVD) d'oxyde d'hafnium(IV) HfO2 et de silicate d'hafnium(IV) HfSiO4, des matériaux diélectriques high-κ utilisés dans les circuits intégrés haute densité modernes.